# Chennebrun
Chennebrun ist eine französische Gemeinde mit 100 Einwohnern (Stand: 1. Januar 2022) im Département Eure in der Region Normandie (vor 2016 Haute-Normandie). Sie gehört zum Arrondissement Bernay (bis 2017: Arrondissement Évreux) und ist Teil des Kantons Verneuil d’Avre et d’Iton. Die Einwohner werden Chennebrunois genannt.

## Geographie
Chennebrun liegt etwa 55 Kilometer südwestlich von Évreux. Umgeben wird Chennebrun von den Nachbargemeinden Saint-Christophe-sur-Avre im Norden und Osten, Armentières-sur-Avre im Süden und Osten sowie Beaulieu im Westen.

## Bevölkerungsentwicklung
| Jahr                      | 1896 | 1926 | 1936 | 1954 | 1962 | 1968 | 1975 | 1982 | 1990 | 1999 | 2006 | 2014 |
| Einwohner                 | 233  | 196  | 193  | 215  | 216  | 209  | 170  | 124  | 142  | 115  | 123  | 123  |
| Quelle: Cassini und INSEE |      |      |      |      |      |      |      |      |      |      |      |      |

## Sehenswürdigkeiten
- Kirche Notre-Dame
- Schloss und Domäne Chennebrun aus dem 18. Jahrhundert, Monument historique
- Reste der Burg Fosses du Roy, 1158 bis 1168 erbaut

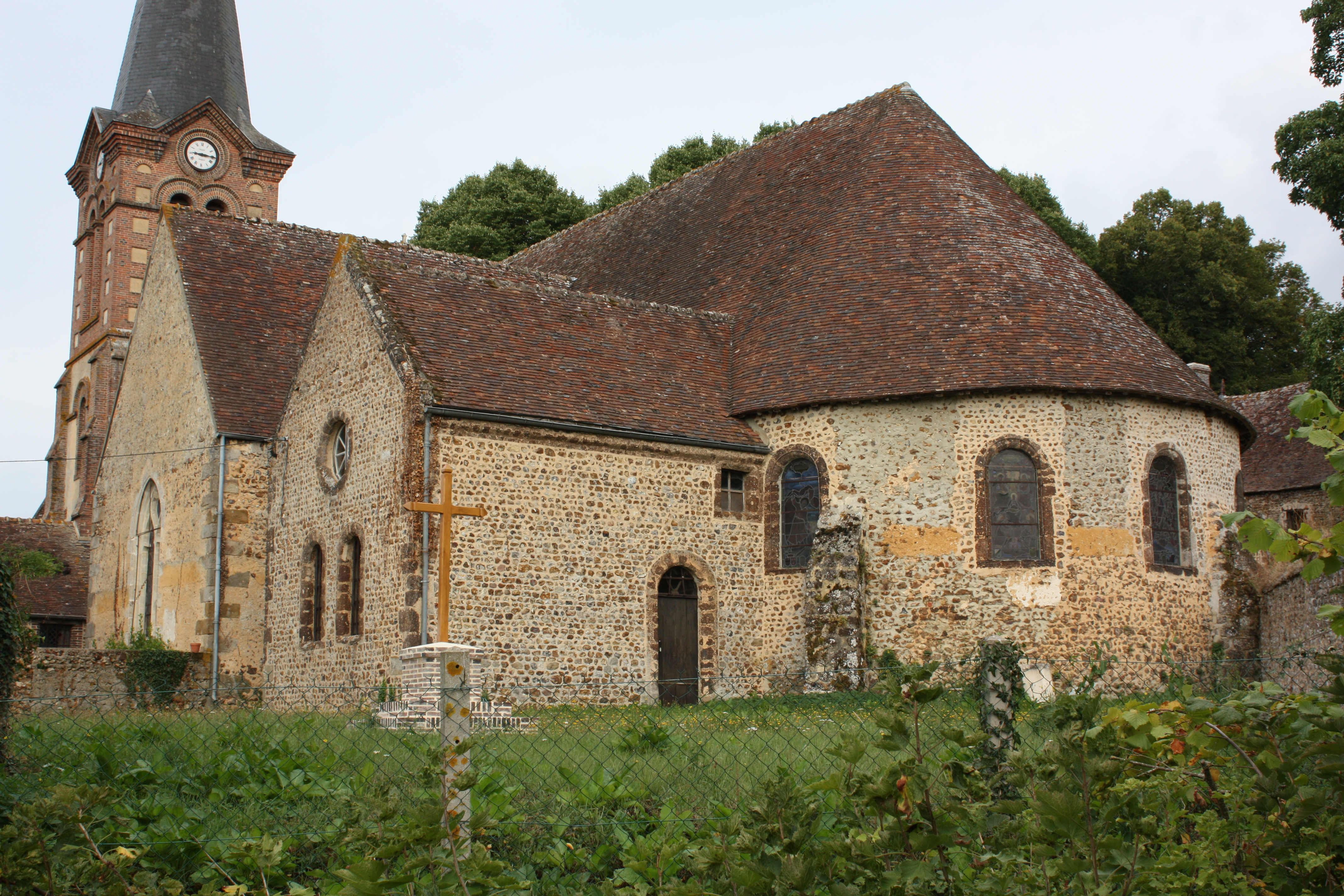
Kirche Notre-Dame
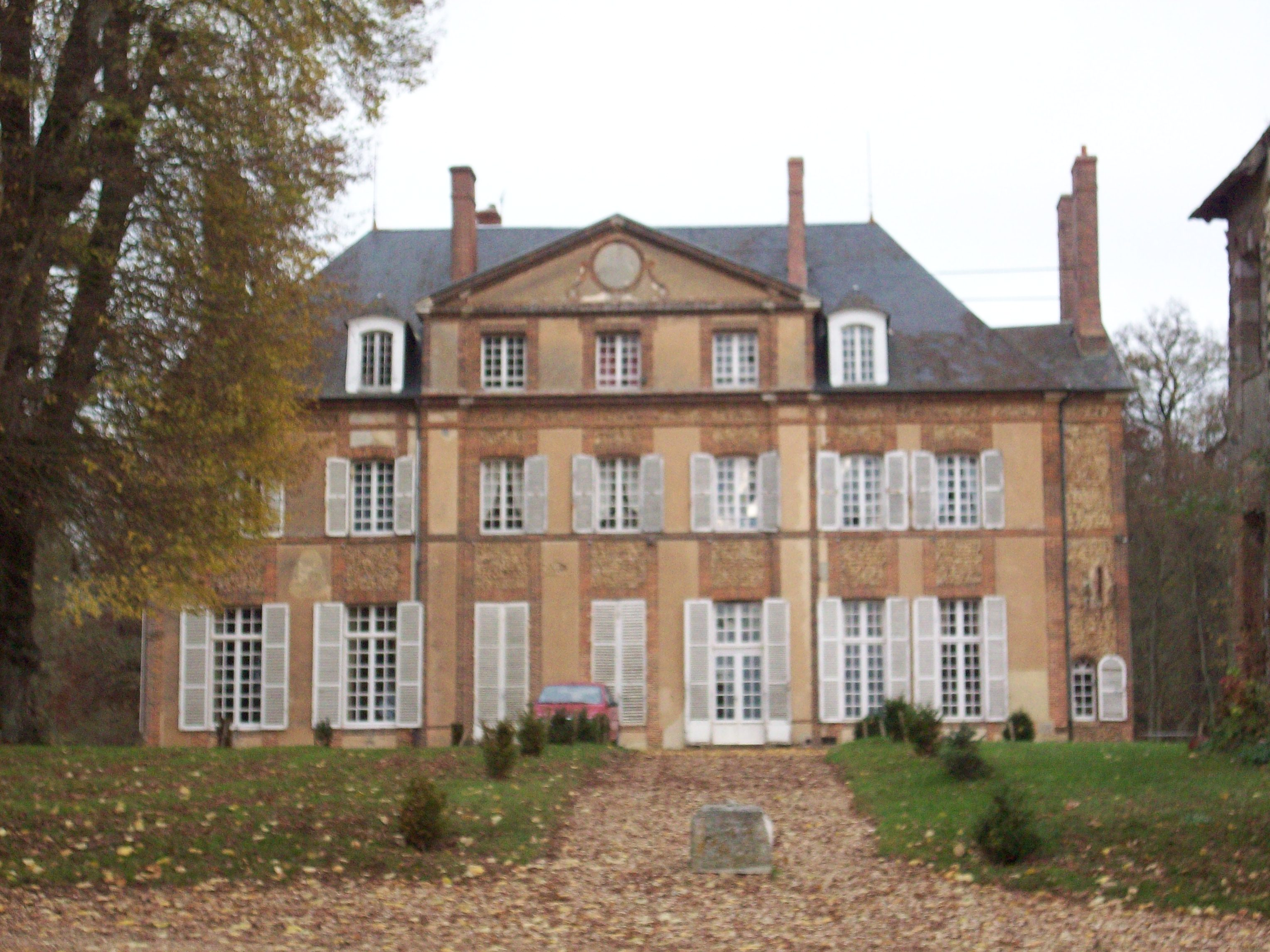
Schloss und Domäne Chennebrun